# Clinique
Clinique Laboratories, LLC (/klɪˈniːk/) là hãng sản xuất mỹ phẩm, chăm sóc da, đồ vệ sinh và nước hoa của Hoa Kỳ, thường được bán ở các cửa hàng cao cấp. Nó là một công ty con của Estée Lauder Companies. Tính đến năm 2019, Clinique có hơn 22.000 tư vấn viên khách hàng trên toàn thế giới.

## Lịch sử

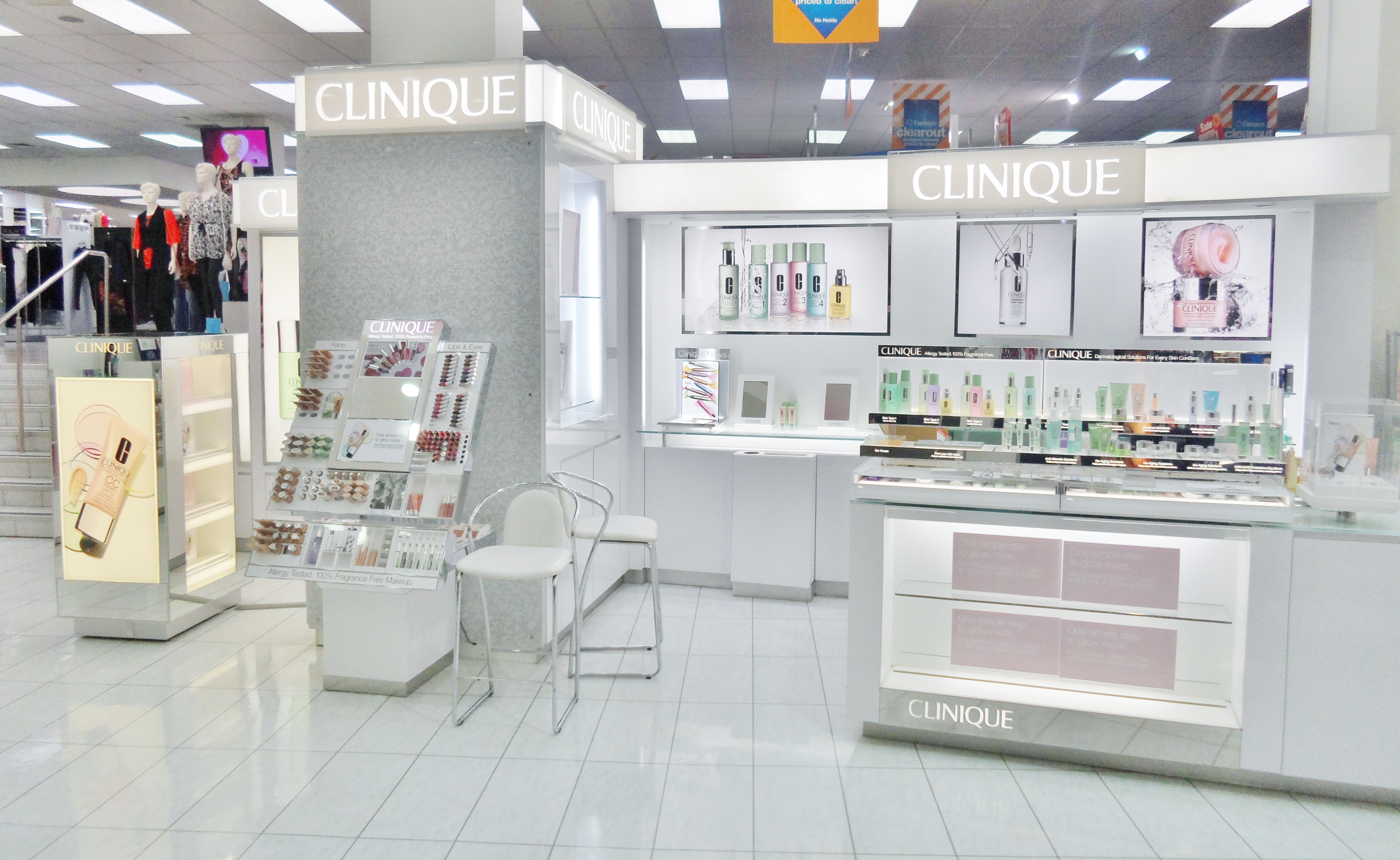
Gian hàng Clinique tại cửa hàng bách hóa Farmers

Vào năm 1967, tạp chí Vogue của Hoa Kỳ đã xuất bản bài báo “Can Great Skin Be Created?”, được nhà biên tập sắc đẹp Carol Phillips và Norman Orentreich viết ra, thảo luận về tầm quan trọng của thói quen chăm sóc da. Evelyn Lauder, con dâu của Estée Lauder, đọc bài báo, và đưa nó đến Estée chú ý. Cả Carol Phillips và Orentreich đều được tuyển dụng để giúp tạo ra thương hiệu, vào tháng 8 năm 1968, Clinique được công nhận là dòng mỹ phẩm đầu tiên trên thế giới thử nghiệm dị ứng, có tính da liễu tại Saks Fifth Avenue tãi New York, Hoa Kỳ, ra mắt với 117 sản phẩm.
Evelyn Lauder, giám đốc điều hành của Estée Lauder và thành viên của gia đình Lauder, đã tạo ra tên nhãn hiệu Clinique và phát triển dòng sản phẩm của mình. Lauder làm giám đốc đào tạo cho Clinique. Bà là người đầu tiên mặc chiếc áo khoác thí nghiệm thương hiệu, bây giờ vẫn được y sĩ cố vấn Clinique mặc trên toàn thế giới.
Clinique là nhãn hiệu thứ ba được "sinh ra" từ tập đoàn Lauder sau Estée Lauder và Aramis.
Năm 2008, Clinique thông báo hợp tác với Allergan, nhà sản xuất Botox và cựu đối tác dược mỹ phẩm của Elizabeth Arden, kết quả là một dòng sản phẩm mới gọi là Clinique Medical. Dòng này chỉ có trong văn phòng của bác sĩ. Bộ 5 sản phẩm được thiết kế để chăm sóc da trước và sau phẫu thuật, và nhắm mục tiêu các biến chứng như đỏ, căng, rát, kích thích, đổi màu và "làm chậm tiến trình hồi phục".

## Giải thưởng
Năm 2019, Clinique đã "được trao giải Trải nghiệm thương mại điện tử tốt nhất tại lễ khai mạc Giải thưởng Glossy Châu Âu."
Năm 2020, Clinique đã công khai nữ diễn viên người Anh Emilia Clarke là Đại sứ Toàn cầu đầu tiên của họ.